# Трасвил (Алабама)
Трасвил (енгл. Trussville) град је у америчкој савезној држави Алабама. По попису становништва из 2010. у њему је живело 19.933 становника.

## Демографија
Према попису становништва из 2010. у граду је живело 19.933 становника, што је 7.009 (54,2%) становника више него 2000. године.
| Група             | 2000.          | 2010.          |
| Белци             | 12.465 (96,4%) | 17.864 (89,6%) |
| Афроамериканци    | 191 (1,5%)     | 1.313 (6,6%)   |
| Азијати           | 55 (0,4%)      | 321 (1,6%)     |
| Хиспаноамериканци | 109 (0,8%)     | 250 (1,3%)     |
| Укупно            | 12.924         | 19.933         |